# نيك وليامز
نيك وليامز (بالإنجليزية: Nick Williams) (و. 1990  م) هو لاعب كرة قدم أمريكية، من الولايات المتحدة، يلعب كمستقبل واسع ‏.

## التعليم
تعلم في مدرسة هون في برنستون ‏.